# Аутапса
Аутапса је хемијска или електрична синапса неурона на себе. Такође се може описати као синапса коју формира аксон неурона на сопственим дендритима, ин виво или ин витро.

## Формација
Недавно је предложено да се аутапсе могу формирати као резултат блокаде неуронског преноса сигнала, као што је случај са повредама аксона изазваним тровањем или ометањем јонских канала. Дендрити из соме, поред помоћног аксона, могу да се развију и формирају аутапсу како би помогли да се поправи пренос сигнала неурона.

## Локација
Утврђено је да неурони из неколико региона мозга, као што су неокортекс, супстанција нигра и хипокампус, садрже аутапсе.
Примећено је да су аутапсе релативно заступљеније у ГАБАергичној корпи и ћелијама визуелног кортекса мачака које циљају на дендрите у поређењу са бодљастим звездастим ћелијама и пирамидалним ћелијама, што сугерише да је степен самоинервације неурона специфичан за ћелију. Поред тога, аутапсе ћелија које циљају дендрите биле су у просеку даље од соме у поређењу са аутапсама ћелија корпастих.
80% пирамидалних неурона слоја V у неокортикусу пацова у развоју је садржало аутаптичне везе, које су биле лоциране више на базалним дендритима и апикалним косим дендритима, а не на главним апикалним дендритима. Дендритски положаји синаптичких веза истог типа ћелије били су слични онима код аутапса, што сугерише да аутаптичке и синаптичке мреже деле заједнички механизам формирања.